# Lai Uyên
Lai Uyên là thị trấn huyện lỵ của huyện Bàu Bàng, tỉnh Bình Dương, Việt Nam.

## Địa lý
Thị trấn Lai Uyên có vị trí địa lý:
- Phía đông giáp huyện Phú Giáo
- Phía nam giáp xã Tân Hưng và xã Lai Hưng
- Phía tây giáp huyện Dầu Tiếng và xã Cây Trường II
- Phía bắc giáp xã Trừ Văn Thố.

Thị trấn Lai Uyên có diện tích 88,36 km², dân số năm 2021 là 39.688 người, mật độ dân số đạt 449 người/km².
Quốc lộ 13 đi qua thị trấn theo hướng bắc - nam.

## Hành chính
Thị trấn Lai Uyên được chia thành 8 khu phố: Bàu Bàng, Bàu Hốt, Bàu Lòng, Bến Lớn, Cây Sắn, Đồng Chèo, Đồng Sổ và Xà Mách.

## Lịch sử
Trước đây, Lai Uyên là một xã thuộc huyện Bến Cát cũ.
Ngày 9 tháng 4 năm 1986, Hội đồng Bộ trưởng ban hành Quyết định 40-HĐBT. Theo đó, sáp nhập xã Bàu Bàng vào xã Lai Uyên.
Sau khi điều chỉnh địa giới hành chính, xã Lai Uyên có 11.300 ha diện tích tự nhiên và 6.232 người.
Ngày 29 tháng 12 năm 2013, xã Lai Uyên thuộc huyện Bàu Bàng mới thành lập và là huyện lỵ huyện này.
Ngày 11 tháng 7 năm 2018, Ủy ban thường vụ Quốc hội ban hành Nghị quyết 535/NQ-UBTVQH14. Theo đó, thành lập thị trấn Lai Uyên, thị trấn huyện lỵ của huyện Bàu Bàng trên cơ sở toàn bộ 88,36 km² diện tích tự nhiên và 32.028 người của xã Lai Uyên.